# Nati nel 1917/Novembre
| Questa pagina contiene informazioni ricavate automaticamente dalle voci biografiche con l'ausilio del template Bio e di un bot. L'aggiornamento è periodico e automatico e ricostruisce completamente la pagina. Se manca una persona in questa lista, sei pregato di non aggiungerla, ma accertati piuttosto che la sua voce biografica contenga il template Bio e che i dati anagrafici siano correttamente compilati. Se il template Bio manca, inseriscilo tu stesso o, in alternativa, metti l'avviso {{tmp\|Bio}} che ne segnala la mancanza. Se i dati riportati sono sbagliati, correggi direttamente la voce biografica; le modifiche saranno visibili in questa lista entro pochi giorni. Per chiarimenti vedi il progetto biografie. La lista contiene solo le 140 persone che sono citate nell'enciclopedia e per le quali è stato implementato correttamente il template Bio. Pagina aggiornata al 10 lug 2025. |

- 1º novembre - Huelet Benner, tiratore a segno statunitense († 1999)
- 1º novembre - Zenna Henderson, scrittrice di fantascienza statunitense († 1983)
- 1º novembre - Francesco Gaudieri, politico italiano († 2007)
- 1º novembre - Giuseppe Parlato, militare, dirigente pubblico e prefetto italiano († 2003)
- 1º novembre - Erich Rudorffer, aviatore tedesco († 2016)
- 2 novembre - John Dirks, fumettista e scultore statunitense († 2010)
- 2 novembre - Bronisław Dąbrowski, vescovo cattolico polacco († 1997)
- 2 novembre - Richard Eugene Fleming, militare e aviatore statunitense († 1942)
- 2 novembre - Iyozō Fujita, aviatore giapponese († 2006)
- 2 novembre - Durward Knowles, velista bahamense († 2018)
- 2 novembre - Li Minhua, ingegnera e fisica cinese († 2013)
- 2 novembre - José Perácio, calciatore brasiliano († 1977)
- 2 novembre - Ann Rutherford, attrice canadese († 2012)
- 2 novembre - Willy Sundblad, calciatore norvegese († 1974)
- 3 novembre - Roberta Mari, attrice italiana († 1993)
- 3 novembre - Amilcare Pasini, vescovo cattolico italiano († 1995)
- 4 novembre - Leonardo Cimino, attore statunitense († 2012)
- 4 novembre - Virginia Field, attrice britannica († 1992)
- 5 novembre - Jacqueline Auriol, aviatrice francese († 2000)
- 5 novembre - Kurt Gossweiler, storico e antifascista tedesco († 2017)
- 5 novembre - Sal Bartolo, pugile statunitense († 2002)
- 5 novembre - Madeleine Robinson, attrice francese († 2004)
- 5 novembre - Herb Scheffler, cestista e allenatore di pallacanestro statunitense († 2001)
- 5 novembre - Jim Taylor, calciatore e allenatore di calcio inglese († 2001)
- 6 novembre - Bob Carpenter, cestista e allenatore di pallacanestro statunitense († 1997)
- 6 novembre - Sharof Rashidov, giornalista e politico sovietico († 1983)
- 6 novembre - Harlan Warde, attore statunitense († 1980)
- 6 novembre - Edgar Whitcomb, politico statunitense († 2016)
- 7 novembre - Ján Arpáš, calciatore cecoslovacco († 1976)
- 7 novembre - Klavdija Aleksandrovna Barchatova, astronoma sovietica († 1990)
- 7 novembre - Edith Bouvier Beale, cabarettista e modella statunitense († 2002)
- 7 novembre - Tullio Covre, aviatore italiano († 1961)
- 7 novembre - Castor Elzo, calciatore spagnolo († 1989)
- 7 novembre - María Freire, pittrice, scultrice e critica d'arte uruguaiana († 2015)
- 7 novembre - Johnny Hoekstra, cestista statunitense († 2006)
- 7 novembre - Dick Hogan, attore e cantante statunitense († 1995)
- 7 novembre - Éva Kun, schermitrice ungherese († 1982)
- 7 novembre - Beatrice Mancini, attrice italiana († 1987)
- 7 novembre - Dmitrij Stepanovič Poljanskij, politico e diplomatico sovietico († 2001)
- 7 novembre - Tofiq Quliyev, compositore, pianista e direttore d'orchestra azero († 2000)
- 7 novembre - Helen Suzman, politica e attivista sudafricana († 2009)
- 7 novembre - Titos Vandis, attore greco († 2003)
- 8 novembre - Fritz Kristoffersen, calciatore norvegese († 2005)
- 8 novembre - Evdokija Andreevna Nikulina, militare sovietica († 1993)
- 9 novembre - Armando Brancia, attore italiano († 1997)
- 9 novembre - Italo D'Amico, ufficiale e aviatore italiano († 1943)
- 9 novembre - Théo-Léo De Smet, pallanuotista belga
- 9 novembre - Vince Gironda, attore e culturista statunitense († 1997)
- 9 novembre - Willy Simons, pallanuotista belga († 2009)
- 10 novembre - Guglielmo Chiarini, ufficiale e aviatore italiano († 1941)
- 10 novembre - Silvio Zavatti, esploratore, politico e antropologo italiano († 1985)
- 11 novembre - Manuel Alexandre, attore spagnolo († 2010)
- 11 novembre - Maria Luisa Righini Bonelli, storica della scienza e museologa italiana († 1981)
- 11 novembre - Roberto Mario Fano, informatico e ingegnere italiano († 2016)
- 11 novembre - Gertrude Grob-Prandl, soprano austriaco († 1995)
- 11 novembre - Abram Hoffer, psichiatra canadese († 2009)
- 11 novembre - Tippy Larkin, pugile statunitense († 1991)
- 11 novembre - Bruna Pellesi, religiosa italiana († 1972)
- 11 novembre - Mack Reynolds, scrittore e giornalista statunitense († 1983)
- 12 novembre - Giorgio Maggi, militare italiano († 1941)
- 12 novembre - Jo Stafford, cantante statunitense († 2008)
- 13 novembre - Giuseppe Abbruzzese, politico italiano († 1981)
- 13 novembre - Bill O'Brien, cestista statunitense († 1985)
- 13 novembre - Pino Spotti, compositore italiano († 1958)
- 13 novembre - Robert Sterling, attore statunitense († 2006)
- 13 novembre - Alice di Borbone-Parma, nobile italiana († 2017)
- 14 novembre - Elena Giusti, attrice e cantante italiana († 2009)
- 14 novembre - Giovanni Grimaldi, regista e sceneggiatore italiano († 2001)
- 15 novembre - Eugene Louis D'Souza, arcivescovo cattolico indiano († 2003)
- 15 novembre - John Whiting, attore, drammaturgo e sceneggiatore britannico († 1963)
- 16 novembre - Jean Asfar, schermidore egiziano († 2010)
- 16 novembre - Nereo Burattini, allenatore di calcio e calciatore italiano († 2010)
- 16 novembre - Bruno Caccia, magistrato italiano († 1983)
- 16 novembre - Patrick Grundy, matematico inglese († 1959)
- 16 novembre - Jack Stirling, cestista statunitense († 1970)
- 17 novembre - Egidio Chiarini, politico italiano († 2000)
- 17 novembre - Jean-Baptiste Duroselle, storico francese († 1994)
- 17 novembre - Richard Kim, karateka e maestro di karate statunitense († 2001)
- 17 novembre - Gino Maringola, attore italiano († 2011)
- 17 novembre - Tommaso Pedio, storico, saggista e avvocato italiano († 2000)
- 17 novembre - Bedřich Poula, sollevatore e dirigente sportivo cecoslovacco († 1994)
- 17 novembre - Leandro Remondini, allenatore di calcio e calciatore italiano († 1979)
- 17 novembre - Abrahão De Moraes, astronomo e matematico brasiliano († 1970)
- 18 novembre - Pedro Infante, cantante e attore messicano († 1957)
- 18 novembre - Giovanni Torrisi, ammiraglio italiano († 1992)
- 19 novembre - Anna Avanzini, ginnasta italiana († 2011)
- 19 novembre - Indira Gandhi, politica indiana († 1984)
- 19 novembre - Nelson Iacovini, economista italiano († 1982)
- 19 novembre - Giuseppe La Rosa, politico italiano († 2011)
- 19 novembre - Louis Laurie, pugile statunitense († 2002)
- 19 novembre - Nuritdin Muchitdinov, politico e diplomatico sovietico († 2008)
- 19 novembre - Philippe Ragueneau, giornalista e scrittore francese († 2003)
- 19 novembre - Sylvester William Treinen, vescovo cattolico statunitense († 1996)
- 20 novembre - Robert Byrd, politico statunitense († 2010)
- 20 novembre - Mario Canessa, poliziotto, partigiano e funzionario italiano († 2014)
- 20 novembre - Erich Leo Lehmann, statistico statunitense († 2009)
- 20 novembre - Bobby Locke, golfista sudafricano († 1987)
- 20 novembre - Giampietro Puppi, fisico italiano († 2006)
- 20 novembre - Leonard Jimmie Savage, matematico e statistico statunitense († 1971)
- 20 novembre - Zhang Ping, attore cinese († 1986)
- 21 novembre - Emilio Capri, calciatore italiano
- 21 novembre - Chung Il-kwon, generale, politico e diplomatico sudcoreano († 1994)
- 21 novembre - Cecilio Pisano, calciatore uruguaiano († 1945)
- 22 novembre - Bridget Bate Tichenor, pittrice messicana († 1990)
- 22 novembre - Fritz Hillebrand, pilota motociclistico tedesco († 1957)
- 22 novembre - Andrew Huxley, fisiologo e biofisico inglese († 2012)
- 22 novembre - Melvin Kranzberg, storico statunitense († 1995)
- 22 novembre - Hirokazu Ninomiya, allenatore di calcio e calciatore giapponese († 2000)
- 22 novembre - Franco Zucchi, velista italiano († 1996)
- 23 novembre - Enzo Bellini, calciatore e allenatore di calcio italiano († 2001)
- 23 novembre - Aglauco Casadio, giornalista, letterato e regista italiano († 2006)
- 23 novembre - Elizabeth Scott, matematica statunitense († 1988)
- 23 novembre - Ignatius Jerome Strecker, arcivescovo cattolico statunitense († 2003)
- 24 novembre - Attilio Brunetti, militare e patriota italiano († 2008)
- 24 novembre - Ferruccio Centonze, scrittore, giornalista e drammaturgo italiano († 2004)
- 24 novembre - Eugenijus Nikolskis, cestista e tennistavolista lituano († 1992)
- 25 novembre - Roberto Frassetto, militare e marinaio italiano († 2013)
- 25 novembre - Luigi Poggi, cardinale e arcivescovo cattolico italiano († 2010)
- 25 novembre - Antonio Romagnino, scrittore e giornalista italiano († 2011)
- 25 novembre - Frank Shannon, cestista e allenatore di pallacanestro statunitense († 2005)
- 25 novembre - Noboru Terada, nuotatore giapponese († 1986)
- 25 novembre - Alparslan Türkeş, politico turco († 1997)
- 26 novembre - Carlo Ceci, artista italiano († 2013)
- 26 novembre - Adele Jergens, attrice statunitense († 2002)
- 26 novembre - Tadao Kashio, imprenditore giapponese († 1993)
- 26 novembre - Béla Rerrich, schermidore ungherese († 2005)
- 27 novembre - Emilio Barberi, militare italiano († 2002)
- 27 novembre - Enos Fusetti, ufficiale italiano († 1941)
- 27 novembre - Mario Marchegiani, calciatore italiano
- 27 novembre - Bob Smith, attore statunitense († 1998)
- 27 novembre - Robert Youngson, regista e produttore cinematografico statunitense († 1974)
- 28 novembre - Alan Schneider, regista statunitense († 1984)
- 29 novembre - Roberto Camardiel, attore spagnolo († 1989)
- 29 novembre - Pierre Gaspard-Huit, sceneggiatore e regista francese († 2017)
- 29 novembre - Albie Reisz, giocatore di football americano statunitense († 1985)
- 29 novembre - Emilio Santillo, poliziotto italiano († 1981)
- 29 novembre - Gastone Simoni, militare italiano († 1942)
- 29 novembre - Filippo Traina, politico e avvocato italiano († 1983)
- 29 novembre - Merle Travis, chitarrista e cantante statunitense († 1983)
- 30 novembre - Ilse Steppat, attrice e doppiatrice tedesca († 1969)